# Византийский университет
Византийский университет относится к высшему образованию в Византийской империи.

## Определение
Хотя некоторые византийские учреждения иногда называют «университетами» на том основании, что они были центрами высшего образования, византийский мир, в отличие от латинского Запада, не знал университетов в строгом и первоначальном смысле этого слова. Высшее образование скорее предоставлялось частными учителями, профессиональными группами и назначенными государством учителями, а не постоянными корпорациями (лат. universitas) средневекового университета.

## История
В ранний период Рим, Афины и Александрия были главными центрами обучения, но в V веке их обогнала новая столица Константинополь. После закрытия Академии в Афинах в 529 году и завоевания Александрии и Бейрута мусульманами в середине седьмого века центр всех высших знаний переместился в Константинополь.
После основания Константинополя в 330 году, в новый город потянулись учителя и были предприняты различные шаги для официальной государственной поддержки и надзора, но ничего формального в отношении финансируемого государством образования не появилось. В 425 году Феодосий II основал Пандидактион, описанный как «первая преднамеренная попытка византийского государства установить свой контроль над вопросами, касающимися высшего образования». Это установило чёткое различие между частными учителями и государственными (оплачиваемыми из имперских фондов). Официальные учителя пользовались привилегиями и престижем. Всего их было 31: по 10 на греческую и латинскую грамматику; два по закону; один для философии; и восемь кафедр риторики, пять из которых преподавались на греческом и три на латыни. Эта система просуществовала с разной степенью официальной поддержки до VII века. Византийская риторика была самой важной и сложной темой, изучаемой в византийской системе образования, формируя основу для получения гражданами государственных должностей на имперской службе или руководящих постов в церкви. Наряду с доминированием византийской интеллектуальной жизни под покровительством императора пришло имперское пристальное внимание к учебной программе и персоналу высших школ.
В VII—VIII вв. жизнь Византии переживала трудный период. Продолжающееся давление арабов с юга и славян, авар и булгар с севера привело к резкому экономическому упадку и трансформации византийской жизни. Но высшее образование продолжало получать некоторое официальное финансирование, детали которого не очень хорошо известны учёным, но предполагается, что качество образования, вероятно, было ниже, чем раньше.
С наступлением стабильности в IX веке пришли меры по улучшению качества высшего образования. В 863 г. были основаны кафедры грамматики, риторики и философии (включая математику, астрономию и музыку), которые получили постоянное место в императорском дворце. Эти кафедры продолжали получать официальную государственную поддержку в течение следующих полутора веков, после чего церковь взяла на себя ведущую роль в обеспечении высшего образования. В течение XII века Патриаршая школа была ведущим центром образования, в который входили литераторы, такие как Феодор Продром и Евстафий Фессалоникийский.
Захват Константинополя крестоносцами в 1204 году во время Четвёртого крестового похода положил конец всякой поддержке высшего образования, хотя правительство в изгнании в Никее оказало некоторую поддержку отдельным частным учителям. После восстановления Византии в 1261 г. были предприняты попытки восстановить старую систему, но она так и не восстановилась полностью, и большая часть преподавалась частными учителями и профессиями. Среди этих частных учителей были дипломат и монах Максим Плануд (1260–1310), историк Никифор Григора (1291–1360) и литератор Мануил Хрисолор, который преподавал во Флоренции и оказал влияние на ранних итальянских гуманистов в греческих исследованиях. В XV веке, после падения Константинополя, многие другие учителя из города пошли по стопам Хрисолора.